# Muharrem İnce
Muharrem İnce (Yalova, 4 de mayo de 1964) es un profesor de física y político turco. Fundó y lidera el Partido de la Patria desde mayo de 2021. Previamente, fue miembro del Partido Republicano del Pueblo (CHP), y diputado por Yalova.
Fue candidato a las elecciones presidenciales turcas de 2018.
El 11 de mayo de 2023, decide retirarse repentinamente a la candidatura para presidir la República de Turquía en las elecciones del 14 de mayo de 2023, dejando para ello sólo tres candidatos.

## Posicionamiento político

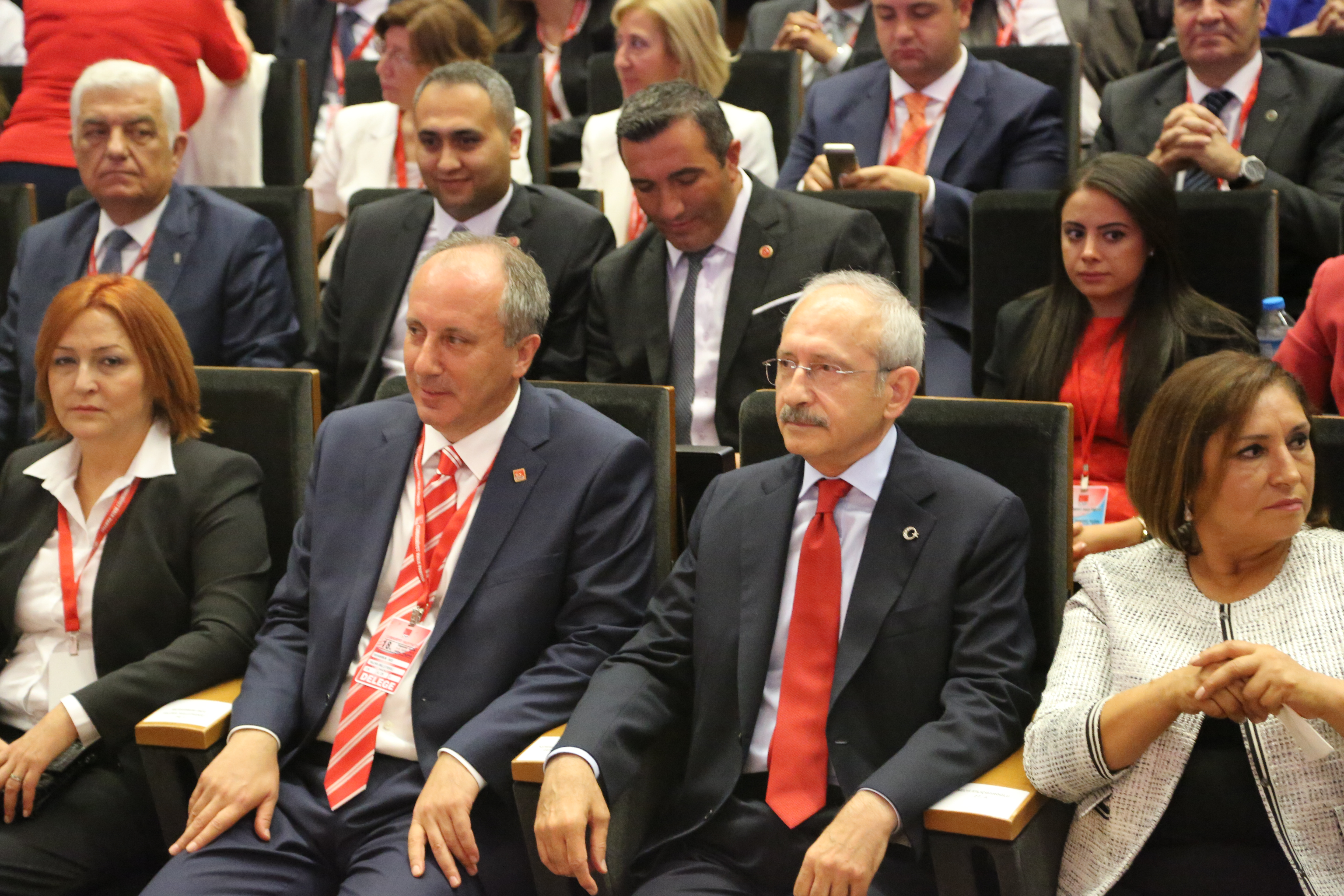
Los candidatos a la dirección del CHP, Muharrem İnce, Kemal Kılıçdaroğlu y sus esposas en la convención extraordinaria del Partido Republicano del Pueblo de septiembre de 2014.

En 2013, como miembro del parlamento, dijo sobre el AKP y algunos miembros de su partido, el CHP, al que acusa de utilizar el tema hijab, "mi hermana usa un pañuelo en la cabeza, pero no lo usamos". para fines electorales como lo haces. Las mujeres con velo también son nuestras hermanas y no dejaremos que usen su fe para sus intereses políticos."